# Campeonato Brasileño de Fútbol 2018
El Campeonato Brasileño de Fútbol 2018, también conocido como el Brasileirão, fue una competencia organizada por la Confederación Brasileña de Fútbol (CBF), dividida en cuatro niveles o series: Serie A, Serie B, Serie C y Serie D.

## Serie A
Disputada 14 de abril y el 2 de diciembre, en un sistema en donde todos los equipos se enfrentaron en partidos de ida y vuelta. Los primeros puestos clasificaron a la Copa Libertadores 2019 y a la Copa Sudamericana 2019. Los últimos cuatro equipos quedaron relegados a la Serie B de 2019.

### Participantes
| Equipo              | Ciudad         | Estado             | Estadio                  | Posición 2017 |
| ------------------- | -------------- | ------------------ | ------------------------ | ------------- |
| América Mineiro     | Belo Horizonte | Minas Gerais       | Estadio Independência    | 1.º Serie B   |
| Atlético Mineiro    | Belo Horizonte | Minas Gerais       | Estadio Independência    | 9.º Serie A   |
| Atlético Paranaense | Curitiba       | Paraná             | Arena da Baixada         | 11.º Serie A  |
| Bahia               | Salvador       | Bahía              | Arena Fonte Nova         | 12.º Serie A  |
| Botafogo            | Río de Janeiro | Río de Janeiro     | Estadio Nilton Santos    | 10.º Serie A  |
| Ceará               | Fortaleza      | Ceará              | Estadio Castelão         | 3.º Serie B   |
| Chapecoense         | Chapecó        | Santa Catarina     | Arena Condá              | 8.º Serie A   |
| Corinthians         | São Paulo      | São Paulo          | Arena Corinthians        | 1.º Serie A   |
| Cruzeiro            | Belo Horizonte | Minas Gerais       | Estadio Mineirão         | 5.º Serie A   |
| Flamengo            | Río de Janeiro | Río de Janeiro     | Estadio Maracanã         | 6.º Serie A   |
| Fluminense          | Río de Janeiro | Río de Janeiro     | Estadio Maracanã         | 14.º Serie A  |
| Grêmio              | Porto Alegre   | Río Grande del Sur | Arena do Grêmio          | 4.º Serie A   |
| Internacional       | Porto Alegre   | Río Grande del Sur | Estadio Beira-Rio        | 2.º Serie B   |
| Palmeiras           | São Paulo      | São Paulo          | Allianz Parque           | 2.º Serie A   |
| Paraná Clube        | Curitiba       | Paraná             | Estadio da Vila Capanema | 4.º Serie B   |
| Santos FC           | Santos         | São Paulo          | Estadio Vila Belmiro     | 3.º Serie A   |
| São Paulo           | São Paulo      | São Paulo          | Estadio do Morumbi       | 13.º Serie A  |
| Sport Recife        | Recife         | Pernambuco         | Estadio Ilha do Retiro   | 15.º Serie A  |
| Vasco da Gama       | Río de Janeiro | Río de Janeiro     | Estadio São Januário     | 7.º Serie A   |
| Vitória             | Salvador       | Bahía              | Barradão                 | 16.º Serie A  |

### Clasificación
Información según la Confederación Brasileña de Fútbol.
| Pos. | Equipo              | Pts. | PJ | PG | PE | PP | GF | GC | Dif. |
| ---- | ------------------- | ---- | -- | -- | -- | -- | -- | -- | ---- |
| 1.º  | Palmeiras           | 80   | 38 | 23 | 11 | 4  | 64 | 26 | 38   |
| 2.º  | Flamengo            | 72   | 38 | 21 | 9  | 8  | 59 | 29 | 30   |
| 3.º  | Internacional       | 69   | 38 | 19 | 12 | 7  | 51 | 29 | 22   |
| 4.º  | Grêmio              | 66   | 38 | 18 | 12 | 8  | 48 | 27 | 21   |
| 5.º  | São Paulo           | 63   | 38 | 16 | 15 | 7  | 46 | 34 | 12   |
| 6.º  | Atlético Mineiro    | 59   | 38 | 17 | 8  | 13 | 56 | 43 | 13   |
| 7.º  | Atlético Paranaense | 57   | 38 | 16 | 9  | 13 | 54 | 37 | 17   |
| 8.º  | Cruzeiro            | 53   | 38 | 14 | 11 | 13 | 34 | 34 | 0    |
| 9.º  | Botafogo            | 51   | 38 | 13 | 12 | 13 | 38 | 46 | −8   |
| 10.º | Santos              | 51   | 38 | 13 | 12 | 13 | 46 | 40 | 6    |
| 11.º | Bahía               | 48   | 38 | 12 | 12 | 14 | 39 | 41 | −2   |
| 12.º | Fluminense          | 45   | 38 | 12 | 9  | 17 | 32 | 46 | −14  |
| 13.º | Corinthians         | 44   | 38 | 11 | 11 | 16 | 34 | 35 | −1   |
| 14.º | Chapecoense         | 44   | 38 | 11 | 11 | 16 | 34 | 50 | −16  |
| 15.º | Ceará               | 44   | 38 | 10 | 14 | 14 | 32 | 38 | −6   |
| 16.º | Vasco da Gama       | 43   | 38 | 10 | 13 | 15 | 41 | 48 | −7   |
| 17.º | Sport Recife        | 42   | 38 | 11 | 9  | 18 | 35 | 57 | −22  |
| 18.º | América Mineiro     | 40   | 38 | 10 | 10 | 18 | 30 | 47 | −17  |
| 19.º | Vitória             | 37   | 38 | 9  | 10 | 19 | 36 | 63 | −27  |
| 20.º | Paraná              | 23   | 38 | 4  | 11 | 23 | 18 | 57 | −39  |

|  | Campeón. Clasifica a la fase de grupos de la Copa Libertadores 2019. |
|  | Clasifican a la fase de grupos de la Copa Libertadores 2019.         |
|  | Clasifican a la fase preclasificatoria de la Copa Libertadores 2019. |
|  | Clasifican a la primera fase de la Copa Sudamericana 2019.           |
|  | Descienden a la Serie B 2019.                                        |

| Bandera del estado de São Paulo |
| Campeón                         |
| Palmeiras 10° título            |

1. ↑  Campeón de la Copa Sudamericana 2018.
2. ↑  Campeón de la Copa de Brasil 2018.

## Serie B
Disputada con las mismas reglas que la Serie A, donde todos los equipos se enfrentaron en partidos de ida y vuelta. Los primeros cuatro puestos clasificaron directamente a la Serie A 2019, mientras que los últimos cuatro equipos quedaron relegados a la Serie C 2019.

### Participantes
| Equipo              | Ciudad        | Estado             | Estadio                         | Posición 2017 |
| ------------------- | ------------- | ------------------ | ------------------------------- | ------------- |
| Atlético Goianiense | Goiânia       | Goiás              | Estadio Olímpico Pedro Ludovico | 20.º Serie A  |
| Avaí                | Florianópolis | Santa Catarina     | Estadio da Ressacada            | 18.º Serie A  |
| Boa Esporte         | Varginha      | Minas Gerais       | Estadio Melão                   | 10.º Serie B  |
| Brasil de Pelotas   | Pelotas       | Río Grande del Sur | Estadio Bento Freitas           | 8.º Serie B   |
| Coritiba            | Curitiba      | Paraná             | Estadio Couto Pereira           | 17.º Serie A  |
| CRB                 | Maceió        | Alagoas            | Estadio Rei Pelé                | 15.º Serie B  |
| Criciúma            | Criciúma      | Santa Catarina     | Estadio Heriberto Hülse         | 13.º Serie B  |
| CSA                 | Maceió        | Alagoas            | Estadio Rei Pelé                | 1.º Serie C   |
| Figueirense         | Florianópolis | Santa Catarina     | Estadio Orlando Scarpelli       | 12.º Serie B  |
| Fortaleza           | Fortaleza     | Ceará              | Castelão (Ceará)                | 2.º Serie C   |
| Goiás               | Goiânia       | Goiás              | Estadio Serra Dourada           | 14.º Serie B  |
| Guarani             | Campinas      | São Paulo          | Estadio Brinco de Ouro          | 16.º Serie B  |
| Juventude           | Caxias do Sul | Río Grande del Sur | Estadio Alfredo Jaconi          | 9.º Serie B   |
| Londrina            | Londrina      | Paraná             | Estadio do Café                 | 5.º Serie B   |
| Oeste               | Barueri       | São Paulo          | Arena Barueri                   | 6.º Serie B   |
| Paysandu            | Belém         | Pará               | Estadio da Curuzú               | 11.º Serie B  |
| Ponte Preta         | Campinas      | São Paulo          | Estadio Moisés Lucarelli        | 19.º Serie A  |
| Sampaio Corrêa      | São Luís      | Maranhão           | Castelão (Maranhão)             | 4.º Serie C   |
| São Bento           | Sorocaba      | São Paulo          | Estadio Walter Ribeiro          | 3.º Serie C   |
| Vila Nova           | Goiânia       | Goiás              | Estadio Serra Dourada           | 7.º Serie B   |

### Clasificación
Información según la Confederación Brasileña de Fútbol.
| Pos. | Equipo              | Pts. | PJ | PG | PE | PP | GF | GC | Dif. |
| ---- | ------------------- | ---- | -- | -- | -- | -- | -- | -- | ---- |
| 1.º  | Fortaleza           | 71   | 38 | 21 | 8  | 9  | 54 | 33 | 21   |
| 2.º  | CSA                 | 62   | 38 | 17 | 11 | 10 | 51 | 37 | 14   |
| 3.º  | Avaí                | 61   | 38 | 16 | 13 | 9  | 50 | 32 | 18   |
| 4.º  | Goiás               | 60   | 38 | 18 | 6  | 14 | 54 | 50 | 4    |
| 5.º  | Ponte Preta         | 60   | 38 | 16 | 12 | 10 | 42 | 30 | 12   |
| 6.º  | Atlético Goianiense | 59   | 38 | 16 | 11 | 11 | 57 | 51 | 6    |
| 7.º  | Vila Nova           | 57   | 38 | 14 | 15 | 9  | 41 | 36 | 5    |
| 8.º  | Londrina            | 55   | 38 | 15 | 10 | 13 | 45 | 42 | 3    |
| 9.º  | Guarani             | 54   | 38 | 14 | 12 | 12 | 44 | 39 | 5    |
| 10.º | Coritiba            | 52   | 38 | 13 | 13 | 12 | 40 | 44 | −4   |
| 11.º | Brasil de Pelotas   | 50   | 38 | 13 | 11 | 14 | 36 | 35 | 1    |
| 12.º | CRB                 | 48   | 38 | 12 | 12 | 14 | 35 | 39 | −4   |
| 13.º | São Bento           | 47   | 38 | 11 | 14 | 13 | 41 | 41 | 0    |
| 14.º | Criciúma            | 47   | 38 | 11 | 14 | 13 | 45 | 49 | −4   |
| 15.º | Figueirense         | 46   | 38 | 11 | 13 | 14 | 48 | 51 | −3   |
| 16.º | Oeste               | 46   | 38 | 9  | 19 | 10 | 36 | 40 | −4   |
| 17.º | Paysandu            | 43   | 38 | 10 | 13 | 15 | 42 | 53 | −11  |
| 18.º | Sampaio Corrêa      | 38   | 38 | 10 | 8  | 20 | 32 | 47 | −15  |
| 19.º | Juventude           | 35   | 38 | 7  | 14 | 17 | 27 | 48 | −21  |
| 20.º | Boa Esporte         | 30   | 38 | 7  | 9  | 22 | 26 | 49 | −23  |

|  | Campeón. Clasifica al Serie A 2019 |
|  | Clasifican a la Serie A 2019       |
|  | Descienden a la Serie C 2019       |

| Campeonato Brasileño 2018 Serie B |
| --------------------------------- |
| Bandera del estado de Ceará       |
| Campeón                           |
| Fortaleza                         |

## Serie C
La Serie C del Campeonato de fútbol de Brasil 2018 se disputó del 14 de abril al 22 de septiembre de 2018. Jugaron 20 clubes, donde los cuatro mejores colocados obtuvieron el ascenso a la Serie B, mientras que los dos últimos de cada grupo en la primera etapa descendieron a la Serie D.

### Participantes
| Equipo               | Ciudad             | Estado               | Estadio                     | Posición 2017 |
| -------------------- | ------------------ | -------------------- | --------------------------- | ------------- |
| ABC                  | Natal              | Río Grande del Norte | Frasqueirão                 | 19.º Serie B  |
| Atlético Acreano     | Rio Branco         | Acre                 | Florestão                   | 3.º Serie D   |
| Botafogo-PB          | João Pessoa        | Paraíba              | Almeidão (PB)               | 15.º Serie C  |
| Botafogo-SP          | Ribeirão Preto     | São Paulo            | Estadio Santa Cruz          | 10.º Serie C  |
| Bragantino           | Bragança Paulista  | São Paulo            | Estadio Nabi Abi Chedid     | 16.º Serie C  |
| Confiança            | Aracaju            | Sergipe              | Batistão                    | 8º Serie C    |
| Cuiabá               | Cuiabá             | Mato Grosso          | Arena Pantanal              | 13.º Serie C  |
| Globo                | Ceará-Mirim        | Río Grande del Norte | Barretão                    | 2.º Serie D   |
| Joinville            | Joinville          | Santa Catarina       | Arena Joinville             | 9.º Serie C   |
| Juazeirense          | Juazeiro           | Bahía                | Estadio Adauto Moraes       | 4.º Serie D   |
| Luverdense           | Lucas do Rio Verde | Mato Grosso          | Estadio Passo das Emas      | 17.º Serie B  |
| Náutico              | Recife             | Pernambuco           | Arena Pernambuco            | 20.º Serie B  |
| Operário Ferroviário | Ponta Grossa       | Paraná               | Estadio Germano Krüger      | 1.º Serie D   |
| Remo                 | Belém              | Pará                 | Mangueirão \|               | 14.º Serie C  |
| Salgueiro            | Salgueiro          | Pernambuco           | Estadio Cornélio de Barros  | 11.º Serie C  |
| Santa Cruz           | Recife             | Pernambuco           | Estadio Arruda              | 18.º Serie B  |
| Tombense             | Tombos             | Minas Gerais         | Almeidão (MG)               | 7.º Serie C   |
| Tupi                 | Juiz de Fora       | Minas Gerais         | Estadio Mario Helênio       | 5.º Serie C   |
| Volta Redonda        | Volta Redonda      | Río de Janeiro       | Estadio Raulino de Oliveira | 6.º Serie C   |
| Ypiranga             | Erechim            | Río Grande del Sur   | Estadio Colosso da Lagoa    | 12.º Serie C  |

### Clasificación
Información según la Confederación Brasileña de Fútbol.
| Pos. | Equipo               | Pts. | PJ | PG | PE | PP | GF | GC | Dif. |
| ---- | -------------------- | ---- | -- | -- | -- | -- | -- | -- | ---- |
| 1.º  | Operário Ferroviário | 44   | 24 | 12 | 8  | 4  | 32 | 21 | 11   |
| 2.º  | Cuiabá               | 41   | 24 | 12 | 5  | 7  | 42 | 27 | 15   |
| 3.º  | Botafogo-SP          | 39   | 22 | 11 | 6  | 5  | 31 | 18 | 13   |
| 4.º  | Bragantino           | 35   | 22 | 9  | 8  | 5  | 25 | 18 | 7    |
| 5.º  | Náutico              | 32   | 20 | 9  | 5  | 6  | 28 | 26 | 2    |
| 6.º  | Atlético Acreano     | 31   | 20 | 9  | 4  | 7  | 27 | 26 | 1    |
| 7.º  | Santa Cruz           | 31   | 20 | 8  | 7  | 5  | 23 | 16 | 7    |
| 8.º  | Botafogo-PB          | 29   | 20 | 7  | 8  | 5  | 23 | 18 | 5    |
| 9.º  | Luverdense           | 24   | 18 | 7  | 3  | 8  | 27 | 25 | 2    |
| 10.º | Confiança            | 23   | 18 | 5  | 8  | 5  | 24 | 25 | −1   |
| 11.º | Tombense             | 22   | 18 | 6  | 4  | 8  | 17 | 17 | 0    |
| 12.º | Ypiranga             | 22   | 18 | 6  | 4  | 8  | 25 | 27 | −2   |
| 13.º | Remo                 | 22   | 18 | 6  | 4  | 8  | 18 | 20 | −2   |
| 14.º | Globo                | 21   | 17 | 4  | 9  | 4  | 19 | 19 | 0    |
| 15.º | ABC                  | 21   | 18 | 6  | 3  | 9  | 18 | 24 | −6   |
| 16.º | Volta Redonda        | 20   | 18 | 6  | 2  | 10 | 18 | 25 | −7   |
| 17.º | Tupi                 | 20   | 18 | 6  | 2  | 10 | 19 | 30 | −11  |
| 18.º | Juazeirense          | 19   | 18 | 4  | 7  | 7  | 16 | 20 | −4   |
| 19.º | Salgueiro            | 17   | 18 | 3  | 8  | 7  | 11 | 19 | −8   |
| 20.º | Joinville            | 14   | 18 | 4  | 2  | 12 | 13 | 35 | −22  |

|  | Campeón. Clasifica a la Serie B 2019 |
|  | Clasifican a la Serie B 2019         |
|  | Descienden a la Serie D 2019         |

| Campeonato Brasileño 2018 Serie C |
| --------------------------------- |
| Bandera del estado de Paraná      |
| Campeón                           |
| Operário Ferroviário              |

## Serie D
La Serie D del Campeonato de fútbol de Brasil 2018 fue la décima edición de la cuarta categoría del fútbol brasileño. Contó con la participación de 68 equipos, los cuales clasificaron por sus respectivos torneos estatales o por campeonatos organizados por cada una de las federaciones. Además, muchos de los equipos que participaron en esta edición también lo hicieron en la temporada anterior. El torneo comenzó el 21 de abril y finalizó el 4 de agosto.

### Participantes
| Equipo                 | Ciudad                | Estado               | Estadio                           | Posición 2017                                    |
| ---------------------- | --------------------- | -------------------- | --------------------------------- | ------------------------------------------------ |
| 4 de Julho             | Piripiri              | Piauí                | Arena Ytacoatyara                 | Campeón de la Copa Piauí de 2017                 |
| Altos                  | Altos                 | Piauí                | Estadio Felipão                   | Campeón del Campeonato Piauiense 2017            |
| América RN             | Natal                 | Río Grande del Norte | Arena das Dunas                   | Clasificado del Campeonato Potiguar 2017         |
| Americano              | Campos dos Goytacazes | Río de Janeiro       | Estadio Moacyrzão                 | Subcampeón de la Copa Rio 2017                   |
| Aparecidense           | Aparecida de Goiânia  | Goiás                | Estadio Annibal Batista de Toledo | Clasificado del Campeonato Goiano 2017           |
| ASA                    | Arapiraca             | Alagoas              | Estadio Fumeirão                  | Clasificado de la Serie C de 2017                |
| ASSU                   | Assu                  | Río Grande del Norte | Estadio Edgarzão                  | Clasificado del Campeonato Potiguar 2017         |
| Atlético Itapemirim    | Itapemirim            | Espírito Santo       | Estadio José Olívio Soares        | Campeón del Campeonato Capixaba 2017             |
| Barcelona de Rondônia  | Vilhena               | Rondonia             | Estadio Portal da Amazônia        | Subcampeón del Campeonato Rondoniense 2017       |
| Baré                   | Boa Vista             | Roraima              | Estadio Ribeirão                  | Campeón del Campeonato Roraimense 2017           |
| Belo Jardim            | Belo Jardim           | Pernambuco           | Estadio Mendonção                 | Clasificado del Campeonato Pernambucano 2017     |
| Brasiliense            | Taguatinga            | Distrito Federal     | Estadio Mané Garrincha            | Campeón del Campeonato Brasiliense 2017          |
| Brusque                | Brusque               | Santa Catarina       | Estadio Augusto Bauer             | Clasificado del Campeonato Catarinense 2017      |
| Caldense               | Poços de Caldas       | Minas Gerais         | Estadio Ronaldão                  | Clasificado del Campeonato Mineiro 2017          |
| Campinense             | Campina Grande        | Paraíba              | Estadio Amigão                    | Clasificado del Campeonato Paraibano 2017        |
| Caxias                 | Caxias do Sul         | Río Grande del Sur   | Estadio Centenário                | Clasificado del Campeonato Gaúcho 2017           |
| Ceilândia              | Ceilândia             | Distrito Federal     | Estadio Abadião                   | Subcampeón del Campeonato Brasiliense 2017       |
| Central                | Caruaru               | Pernambuco           | Estadio Lacerdão                  | Clasificado del Campeonato Pernambucano 2017     |
| Cianorte               | Cianorte              | Paraná               | Estadio Albino Turbay             | Clasificado del Campeonato Paranaense 2017       |
| Cordino                | Barra do Corda        | Maranhão             | Estadio Leandrão                  | Clasificado del Campeonato Maranhense 2017       |
| Corumbaense            | Corumbá               | Mato Grosso del Sur  | Estadio Arthur Marinho            | Campeón del Campeonato Sul-Matogrossense 2017    |
| Dom Bosco              | Cuiabá                | Mato Grosso          | Arena Pantanal                    | Clasificado del Campeonato Matogrossense 2017    |
| Espírito Santo         | Vitória               | Espírito Santo       | Estadio Kleber Andrade            | Subcampeón de la Copa Espírito Santo de 2017     |
| Ferroviária            | Araraquara            | São Paulo            | Estadio Fonte Luminosa            | Campeón de la Copa Paulista 2017                 |
| Ferroviário            | Fortaleza             | Ceará                | Estadio Presidente Vargas         | Clasificado del Campeonato Cearense 2017         |
| Flamengo de Arcoverde  | Arcoverde             | Pernambuco           | Estadio Áureo Bradley             | Clasificado del Campeonato Pernambucano 2017     |
| Fluminense             | Feira de Santana      | Bahía                | Joia da Princesa                  | Clasificado del Campeonato Baiano 2017           |
| Guarani                | Juazeiro do Norte     | Ceará                | Estadio Romeirão                  | Clasificado del Campeonato Cearense 2017         |
| Imperatriz             | Imperatriz            | Maranhão             | Estadio Frei Epifânio             | Clasificado del Campeonato Maranhense 2017       |
| Independente Tucuruí   | Tucuruí               | Pará                 | Estadio Navegantão                | Clasificado del Campeonato Paraense 2017         |
| Internacional de Lages | Lages                 | Santa Catarina       | Estadio Vidal Ramos Júnior        | Clasificado del Campeonato Catarinense 2017      |
| Interporto             | Porto Nacional        | Tocantins            | Estadio General Sampaio           | Campeón del Campeonato Tocantinense 2017         |
| Iporá                  | Iporá                 | Goiás GO             | Estadio Ferreirão                 | Clasificado del Campeonato Goiano 2017           |
| Itabaiana              | Itabaiana             | Sergipe              | Estadio Etelvino Mendonça         | Clasificado del Campeonato Sergipano 2017        |
| Itumbiara              | Itumbiara             | Goiás                | Estadio Juscelino Kubitschek      | Clasificado del Campeonato Goiano 2017           |
| Jacuipense             | Riachão do Jacuípe    | Bahía                | Estadio Valfredão                 | Clasificado del Campeonato Baiano 2017           |
| Linense                | Lins                  | São Paulo            | Estadio Gilbertão                 | Clasificado del Campeonato Paulista 2017         |
| Macaé                  | Macaé                 | Río de Janeiro       | Estadio Moacyrzão                 | Clasificado de la Serie C de 2017                |
| Macapá                 | Macapá                | Amapá                | Estadio Zerão                     | Subcampeón del Campeonato Amapaense 2017         |
| Madureira              | Río de Janeiro        | Río de Janeiro       | Estadio Conselheiro Galvão        | Clasificado del Campeonato Carioca 2017          |
| Manaus                 | Manaus                | Amazonas             | Arena da Amazônia                 | Campeón del Campeonato Amazonense 2017           |
| Maringá                | Maringá               | Paraná               | Estadio Willie Davids             | Campeón de la Copa FPF 2017                      |
| Mirassol               | Mirassol              | São Paulo            | Estadio Maião                     | Clasificado del Campeonato Paulista 2017         |
| Mogi Mirim             | Mogi Mirim            | São Paulo            | Estadio Vail Chaves               | Clasificado de la Serie C de 2017                |
| Moto Club              | São Luís              | Maranhão             | Estadio Nhozinho Santos           | Descendido de la Serie C de 2017                 |
| Murici                 | Murici                | Alagoas              | Estadio José Gomes da Costa       | Clasificado del Campeonato Alagoano 2017         |
| Nacional               | Manaus                | Amazonas             | Arena da Amazônia                 | Subcampeón del Campeonato Amazonense 2017        |
| Nova Iguaçu            | Nova Iguaçu           | Río de Janeiro       | Estadio Laranjão                  | Clasificado del Campeonato Carioca 2017          |
| Novo Hamburgo          | Novo Hamburgo         | Río Grande del Sur   | Estadio do Vale                   | Clasificado del Campeonato Gaúcho 2017           |
| Novoperário            | Campo Grande          | Mato Grosso del Sur  | Estadio Morenão                   | Subcampeón del Campeonato Sul-Matogrossense 2017 |
| Grêmio Novorizontino   | Novo Horizonte        | São Paulo            | Estadio Jorjão                    | Clasificado del Campeonato Paulista 2017         |
| Plácido de Castro      | Plácido de Castro     | Acre                 | Estadio Ferreirão                 | Clasificado del Campeonato Acreano 2017          |
| Prudentópolis          | Prudentópolis         | Paraná               | Estadio Newton Agibert            | Clasificado del Campeonato Paranaense 2017       |
| Real Ariquemes         | Ariquemes             | Rondonia             | Estadio Valerião                  | Campeón del Campeonato Rondoniense 2017          |
| Rio Branco             | Rio Branco            | Acre                 | Arena da Floresta                 | Subcampeón del Campeonato Acreano 2017           |
| Santa Rita             | Boca da Mata          | Alagoas              | Estadio Olival Elias              | Clasificado del Campeonato Alagoano 2017         |
| Santos-AP              | Macapá                | Amapá                | Estadio Zerão                     | Campeón del Campeonato Amapaense 2017            |
| São José-RS            | Porto Alegre          | Río Grande del Sur   | Estadio Passo d'Areia             | Campeón de la Copa FGF de 2017                   |
| São Raimundo-PA        | Santarém              | Pará                 | Estadio Colosso do Tapajós        | Clasificado del Campeonato Paraense 2017         |
| São Raimundo-RR        | Boa Vista             | Roraima              | Estadio Ribeirão                  | Subcampeón del Campeonato Roraimense 2017        |
| Sergipe                | Aracaju               | Sergipe              | Estadio Batistão                  | Clasificado del Campeonato Sergipano 2017        |
| Sinop                  | Sinop                 | Mato Grosso          | Estadio Gigante do Norte          | Clasificado del Campeonato Matogrossense 2017    |
| Sparta                 | Araguaína             | Tocantins            | Estadio Mirandão                  | Subcampeón del Campeonato Tocantinense 2017      |
| Treze                  | Campina Grande        | Paraíba              | Estadio Presidente Vargas         | Clasificado del Campeonato Paraibano 2017        |
| Tubarão                | Tubarão               | Santa Catarina       | Estadio Domingos Gonzales         | Clasificado del Campeonato Catarinense 2017      |
| Uberlândia             | Uberlândia            | Minas Gerais         | Estadio Parque do Sabiá           | Clasificado del Campeonato Mineiro 2017          |
| URT                    | Patos de Minas        | Minas Gerais         | Estadio Zama Maciel               | Clasificado del Campeonato Mineiro 2017          |
| Vitória da Conquista   | Vitória da Conquista  | Bahía                | Estadio Lomantão                  | Clasificado del Campeonato Baiano 2017           |